# Gyermekszínmű (Erdély)
A gyermekszínmű a műkedvelő színjátszás egyik ága volt Erdélyben 1918 és 1989 között. Gyermekek számára írt, az óvodai és iskolai színjátszás keretében bemutatott színdarab.

## Iskolai színjátszás

### A két világháború közt
Jelentős szerepe van a gyermekek erkölcsi és esztétikai nevelésében, közösségi érzésük, kifejezőkészségük, mozgáskultúrájuk fejlesztésében, a művészi alkotóképesség kibontásában, a népi hagyományok (tánc, ének, népviselet, szokások) megőrzésében, a színház iránti érdeklődés felkeltésében. Értékes örökség, a régi erdélyi magyar nyelvű színjátszás kezdetéig vezethető vissza. Fokozatosan mind nagyobb teret nyert az iskolai oktató és nevelő munka keretében, a 20. században már az óvodai és iskolai ünnepségek állandó, igényelt műsorszámává vált.
Jelentőségének felismerését bizonyítja aránylag nagyszámú, sőt sorozatszerű feltűnése színpadon és nyomtatásban a két világháború közti hazai magyar gyermekirodalomban. Benedek Elek 1926-ban Gyermekszínház címen gyermekdarabokból egész kötetet állított össze. Ugyanebben az évben indult meg a Kolozsvárt kiadott Erdélyi Magyar Lányok műsorfüzet-sorozata, mely az iskolai színjátszás szolgálatában kisebb gyermekeknek szánt mesejátékokat, darabokat is közölt. Az Új Cimbora Kis Színháza (1937–39) már a különböző ünnepségekhez illő, tematikailag csoportosított darabokkal igyekezett kielégíteni a gyermekszínjátszás igényeit.
Több szerző egyéni alkotásával külön kiadványban jelentkezett. Eredeti voltában kiemelkedő Fodor Béla Lacika elveszett (1928), Keresztély Mária Mesebeli királyleány (1929), Csűrös Emília Az erdő varázsa (1931), László Marcella A mindentudó könyv, Az öreg tanító háza (1932), Péterffi Gyula Karácsony estéjén (1933), Székely Miklós Mosónő gyermekei, Egy karácsonyfa története (1935) és A kis János szenvedései (1937), Bakk József Ti is ekképpen cselekedjetek! (1937), Gagyi László–Nagy Jenő Szegény kicsi bojtár (1937) c. gyermekszínműve. Csűrös Emília két gyűjteményes kötettel (Gyermekszíndarabok és köszöntők (Kolozsvár, 1930); Csillagszállás (Nagyvárad, 1932), László Marcella egy kötetbe foglalt három gyermekszíndarabbal (Tiszteld az öregeket!, A tündérek békekonferenciája, Ne bántsd az állatot! (Nagyvárad. 1932) is gazdagította a gyermekszínmű irodalmát. Közös kötetben jelent meg Simon Sándor Karácsonyi örömök és Kirjákné Kovács Emma A jószívű Mikulás c. darabja (1937). Mindezekben a változatos témájú, nagyrészt alkalmi jellegű, erkölcsi hatásra törekedő darabokban többnyire föllelhetjük az erdélyi folklórhagyományok felújítását.

### 1944 után
Az 1940-es évek második felében csak elvétve találunk eredeti új gyermekdarabokat. Az óvodai és iskolai színjátszás egyre növekvő igényeit gyakran maguk a nevelők igyekeztek népmesék, balladák dramatizálásával kielégíteni, így született meg Benczédi Sándor A csillagszemű juhász c. kötete (Kolozsvár, 1946). Az első jelentősebb gyűjteményes kiadvány A varázstükör címen (1957) mesejátékokat közölt Bede Olga, Gagyi István, Marconi-Máthé Irma, Marton Lili és Méhes György tollából. Egy újabb gyűjtemény, Barabássy Erzsébet szerkesztésében, a Kék virág (1961) az óvodásoknak és kisiskolásoknak szánt mesejátékok mellett pionír tárgykörű jeleneteket és részletes utasításokat is közöl; szerzői közt a termékeny gyermekdarabszerzők, Bede Olga, Marton Lili, Méhes György mellett Dáné Tibor, Kozma Elza nevét is ott találjuk. Kisiskolásoknak szól Kovács Nemere A nagyotmondó fiú c. mesejáték-kötete (Marosvásárhely, 1971).
Az Ifjúsági Könyvbölcső c. sorozat 8. számaként megjelent újabb gyermekszínmű-gyűjtemény, a Színjátszás és szereplés az iskolában (1979) az újra jelentkező Marton Lili és Méhes György mellett új gyermekdarabszerzőket is felvonultat: Kocsis Istvánt, Lászlóffy Aladárt, R. Molnár Erzsébetet és Szekernyés Lászlót. Az elmélyült elméleti alapvetést és gyakorlati utasításokat tartalmazó kötet egészére a régebbi túlzott didaktikus  célzat háttérbe szorítása és a művészi színvonal emelése jellemző.
Jelentős segítséget kapott a gyermekszínjátszás a Napsugár darabokat ajánló Műsormellékletéből és a Művelődés Játékszín rovatának a gyermekszínpadra szánt közleményeiből: ezek változatos, időszerű, ünnepi alkalomra való anyagot tettek közzé. A Napsugár műsorai koreográfiai leírásaikkal és dallamközléseikkel sokban hozzájárultak a népi tánc és zenei anyanyelv hagyományainak népszerűsítéséhez. Az itt közölt mesejátékok közül kiemelkedik Csire Gabriella A varázsló kosara c. műve (1970), melyhez Csire József szerzett zenét. A Műsormellékletnek, bár csak néhány évig jelent meg, nagy szerepe volt abban, hogy késői indulása után a romániai magyar gyermekszínmű felzárkózhatott gyermekirodalmunk többi műfaja mellé, s színpadra kerülve, lendületes fejlődésnek indíthatta a gyermekszínjátszást.

## Hivatásos gyermekszínjátszás

### A két világháború közt
A műkedvelő gyermekszínjátszás mellett kialakult a színházban, hivatásos színészek előadásában gyermekközönséghez szóló gyermekszínjátszás is. A hazai magyar színházak műsorpolitikájuk régi hagyományait folytatva feladatuknak tekintették a gyermekek esztétikai nevelését igényes szórakoztatás keretében. A hivatásos színházakban bemutatott gyermekszíndarabok szerzőinek sorát Benedek Elek nyitotta meg 1924-ben Kolozsvárt Többsincs királyfi c. színművével, amely mindmáig a legnépszerűbb, legtöbbet játszott mesejáték. Kolozsvárt a két világháború között többek közt színre került még Szentimrei Jenő Betlehemes játék (1926), Ihász Aladár Árva kislány karácsonya (1929), Komor Gyula Piroska és a farkas (1938) c. gyermekdarabja.

### 1944 után
1944 után sorra jelentek meg a színpadon gyermekek számára írt darabok. A kolozsvári bemutatók közül kiemelkedik Marton Lili Rongyoska királykisasszony (1947), Taligás király (1957) és Vidám varázsló (1967) c. műve, Kiss Jenő mesejátéka, a Három nap egy esztendő (1955), Méhes Györgytől a Rigócsőr királyfi és a többiek (1963) s a rendkívül népszerű Szikra Ferkó (1964-ben rendezte Kolozsvárt Bereczky Péter); Dehel Gábor Collodi nyomán szerezte Pinokkió c. színdarabját (1979). Sepsiszentgyörgyön Seprődi Anna Varázsgyűrű (1970), Marosvásárhelyen Szekernyés László Trón alatt a király (1976), Nagyváradon Lázár Ervin A hétfejű tündér (1980), Temesvárt Anavi Ádám Fénypásztorok (1980-ban rendezte Balogh András) c. mesejátékával aratott sikert.
A klasszikus meseirodalom számos darabja is színpadra került átdolgozásban, s e tekintetben a sepsiszentgyörgyi Állami Magyar Színház vállalt elismerésre méltó szerepet. Itt vitték színpadra a Grimm fivérek és Andersen világhírű meséit, s a társulat egyik tagja, László Károly színművész kimondottan gyermekszínművek rendezésével tűnt ki.